# Адміністративний поділ країн Америки

## Країни Північної Америки
| Назва країни                                 | Площа (км²) | Населення (1 липня 2002) | Столиця чи адмін. центр | Адміністративний поділ                     | докладніше |
| -------------------------------------------- | ----------- | ------------------------ | ----------------------- | ------------------------------------------ | ---------- |
| Незалежні країни:                            |             |                          |                         |                                            |            |
| Антигуа і Барбуда                            | 443         | 69 108                   | Сент-Джонс              | 6 округів                                  | докладніше |
| Багамські Острови                            | 13 940      | 303 770                  | Нассау                  | 21 округ                                   | докладніше |
| Барбадос                                     | 431         | 279 912                  | Бриджтаун               | 11 районів                                 | докладніше |
| Беліз                                        | 22 966      | 287 730                  | Бельмопан               | 6 районів                                  | докладніше |
| Гаїті                                        | 27 750      | 8 308 504                | Порт-о-Пренс            | 9 департаментів                            | докладніше |
| Гондурас                                     | 112 090     | 7 326 496                | Тегусігальпа            | 18 департаментів                           | докладніше |
| Гватемала                                    | 108 890     | 12 293 545               | Гватемала               | 22 департаменти                            | докладніше |
| Гренада                                      | 344         | 89 703                   | Сент-Джорджес           | 7 районів                                  | докладніше |
| Домініка                                     | 754         | 68 910                   | Розо                    | 10 районів                                 | докладніше |
| Домініканська Республіка                     | 48 730      | 9 183 984                | Санто-Домінго           | 31 провінція                               | докладніше |
| Канада                                       | 9 984 670   | 33 098 932               | Оттава                  | 10 провінцій, 7 союзних територій          | докладніше |
| Коста-Рика                                   | 51 100      | 4 075 261                | Сан-Хосе                | 7 провінцій                                | докладніше |
| Куба                                         | 110 860     | 11 382 820               | Гавана                  | 14 провінцій, спеціальна муніципія         | докладніше |
| Мексика                                      | 1 972 550   | 107 449 525              | Мехіко                  | 31 штат, федеральний округ                 | докладніше |
| Нікарагуа                                    | 129 494     | 5 570 129                | Манагуа                 | 15 департаментів, 2 окремих райони         | докладніше |
| Панама                                       | 52 853      | 2 498 717                | Панама                  | 9 провінцій, 1 спеціальна територія        | докладніше |
| Сальвадор                                    | 21 040      | 6 822 378                | Сан-Сальвадор           | 14 департаментів                           | докладніше |
| Сент-Вінсент і Гренадини                     | 389         | 117 848                  | Кінгстаун               | 6 районів                                  | докладніше |
| Сент-Кіттс і Невіс                           | 261         | 39 129                   | Бастер                  | 14 районів                                 | докладніше |
| Сент-Люсія                                   | 616         | 168 458                  | Кастрі                  | 11 районів                                 | докладніше |
| Сполучені Штати Америки                      | 9 629 091   | 298 444 215              | Вашингтон               | 50 штатів, 1 федеральний округ *           | докладніше |
| Тринідад і Тобаго                            | 5 130       | 1 285 000                | Порт-оф-Спейн           | 8 графств, 3 муніципалітети, 1 район       | докладніше |
| Ямайка                                       | 10 991      | 2 758 124                | Кінгстон                | 14 районів                                 | докладніше |
| Залежні території:                           |             |                          |                         |                                            |            |
| Залежні території Великої Британії:          |             |                          |                         |                                            |            |
| Ангілья                                      | 102         | 13 477                   | Валлі                   |                                            |            |
| Бермудські острови                           | 53          | 65 773                   | Гамільтон               | 150 островів                               | докладніше |
| Британські Віргінські острови                | 153         | 23 098                   | Род-Таун                | 40 островів                                | докладніше |
| Кайманові острови                            | 262         | 45 436                   | Джорджтаун              | 3 острови                                  | докладніше |
| Монтсеррат                                   | 102         | 9 439                    | Плімут                  |                                            |            |
| Острови Теркс і Кайкос                       | 430         | 21 152                   | Коберн-Таун             | 40 островів                                | докладніше |
| Залежні території Сполучених Штатів Америки: |             |                          |                         |                                            |            |
| Американські Віргінські острови              | 352         | 108 605                  | Шарлотта-Амалія         | 50 островів                                | докладніше |
| Навасса                                      | 5           | 0                        |                         |                                            |            |
| Пуерто-Рико                                  | 9 104       | 3 927 188                | Сан-Хуан                | 8 округів                                  | докладніше |
| Залежні території Франції:                   |             |                          |                         |                                            |            |
| Гваделупа                                    | 1 780       | 452 776                  | Бас-Тер                 | 7 островів                                 | докладніше |
| Кліппертон                                   | 6,0         | 0                        |                         |                                            |            |
| Мартиніка                                    | 1 100       | 436 131                  | Фор-де-Франс            |                                            |            |
| Сен-Бартелемі                                | 25          | 8 398                    | Густавія                |                                            |            |
| Сен-Мартен                                   | 93          | 75 000                   | Маріго                  |                                            |            |
| Сен-П'єр і Мікелон                           | 242         | 7 026                    | Сен-П'єр                | 8 островів                                 | докладніше |
| Залежні території Нідерландів:               |             |                          |                         |                                            |            |
| Сінт-Мартен                                  | 34          | 35 035                   | Філіпсбург              |                                            | докладніше |
| Залежні території Данії:                     |             |                          |                         |                                            |            |
| Ґренландія                                   | 2 166 086   | 56 361                   | Нуук                    |                                            | докладніше |
| Разом                                        | 24 480 098  | 515 862 886              |                         | 23 незалежні країни, 17 залежних територій |            |

## Країни Південної Америки
| Назва країни                        | Площа (км²) | Населення (1 липня 2002) | Столиця чи адмін. центр | Адміністративний поділ                                                                           | докладніше |
| ----------------------------------- | ----------- | ------------------------ | ----------------------- | ------------------------------------------------------------------------------------------------ | ---------- |
| Незалежні країни:                   |             |                          |                         |                                                                                                  |            |
| Аргентина                           | 2 766 890   | 39 921 833               | Буенос-Айрес            | 23 провінції, 1 федеральний округ                                                                | докладніше |
| Болівія                             | 1 098 580   | 8 989 046                | Ла-Пас, Сукре           | 9 департаментів                                                                                  | докладніше |
| Бразилія                            | 8 511 965   | 188 078 227              | Бразиліа                | 26 штатів, 1 федеральний столичний округ                                                         | докладніше |
| Венесуела                           | 912 050     | 25 730 435               | Каракас                 | 23 штати, 1 федеральний округ                                                                    | докладніше |
| Гаяна                               | 214 970     | 767 245                  | Джорджтаун              | 10 районів                                                                                       | докладніше |
| Еквадор                             | 283 560     | 13 547 510               | Кіто                    | 22 провінції                                                                                     | докладніше |
| Колумбія                            | 1 138 910   | 43 593 035               | Богота                  | 32 департаменти, 1 столичний округ                                                               | докладніше |
| Парагвай                            | 406 750     | 6 506 464                | Асунсьйон               | 17 департаментів                                                                                 | докладніше |
| Перу                                | 1 285 220   | 28 302 603               | Ліма                    | 25 регіонів, 1 провінція                                                                         | докладніше |
| Суринам                             | 163 270     | 439 117                  | Парамарибо              | 10 округів                                                                                       | докладніше |
| Уругвай                             | 176 220     | 3 431 932                | Монтевідео              | 19 департаментів                                                                                 | докладніше |
| Чилі                                | 756 950     | 16 134 219               | Сантьяго                | 15 регіонів                                                                                      | докладніше |
| Залежні території:                  |             |                          |                         |                                                                                                  |            |
| Залежні території Франції:          |             |                          |                         |                                                                                                  |            |
| Французька Гвіана                   | 91 000      | 199 509                  | Каєнна                  | 2 округи                                                                                         | докладніше |
| Залежні території Нідерландів:      |             |                          |                         |                                                                                                  |            |
| Кюрасао                             | 444         | 142 180                  | Віллемстад              | 2 острови                                                                                        | докладніше |
| Аруба                               | 193         | 71 891                   | Ораньєстад              |                                                                                                  |            |
| Залежні території Великої Британії: |             |                          |                         |                                                                                                  |            |
| Фолклендські (Мальвінські) острови  | 12 173      | 2 967                    | Порт-Стенлі             | 200 островів                                                                                     | докладніше |
| Частина країн Північної Америки:    |             |                          |                         |                                                                                                  |            |
| Панама                              | 25 347      | 540 433                  | Панама                  | 9 провінцій, 1 спеціальна територія                                                              | докладніше |
| Тринідад і Тобаго                   | 5 128       | 1 065 842                | Порт-оф-Спейн           | 8 графств, 3 муніципалітети, 1 район                                                             | докладніше |
| Разом                               | 17 849 908  | 377 544 044              |                         | 12 незалежні країни, 4 залежних територій, 2 країни, що частково розташовані в Північній Америці |            |

Нотатки:

1. ↑     Частина Панами розташована в Південній Америці. У таблиці приведені площа та населення лише північноамериканської частини країни; загальна площа — 78 200 км², загальна кількість населення (липень 2004) — 3 039 150 чол.
2. ↑     Зірочкою позначені країни, що мають залежні території.
3. ↑     Тринідад і Тобаго цілком розташований в Південній Америці. До Північної Америки країна належить лише історично.
4. ↑     Частина колишніх Нідерландських Антильських островів, як і залежні території Аруба та Кюрасао розташована в Південній Америці. У таблиці приведені площа та населення лише північноамериканської частини території (3 острови: (спеціальні муніципалітети Нідерландів Сінт-Естатіус та Саба) та залежна територія Сінт-Мартен — південна частина острова Сен-Мартен; загальна площа — 800 км², загальна кількість населення (липень 2002) — 280 962 чол.
5. ↑     Ла-Пас — адміністративна столиця Болівії, Сукре — судова столиця.
6. ↑     До південноамериканської частини колишніх Нідерландських Антильських островів належить лише 3 острови: (залежна територія Кюрасао (Малий Кюрасао, Малий Кюрасао) та спеціальний муніципалітет Нідерландів Бонайре); загальна площа — 800 км², загальна кількість населення (липень 2002) — 142 180 280 962 чол.
7. ↑     На володіння островами претендує також Аргентина.
8. ↑     Країна часто історично визначається як північноамериканська.